# Jugurtia saussurei
Jugurtia saussurei är en stekelart som först beskrevs av Brauns 1905.  Jugurtia saussurei ingår i släktet Jugurtia och familjen Masaridae. Inga underarter finns listade i Catalogue of Life.